# Swinton, Greater Manchester
Swinton är en ort i distriktet Salford, i Storbritannien. Den ligger i grevskapet Greater Manchester och riksdelen England, i den centrala delen av landet, 270 km nordväst om huvudstaden London. Swinton ligger 46 meter över havet och antalet invånare är 20 000. Swinton var en civil parish 1894–1933 när blev den en del av Swinton and Pendlebury. Civil parish hade 23 426 invånare år 1931.
Terrängen runt Swinton är platt, och sluttar söderut.Runt Swinton är det mycket tätbefolkat, med 1 956 invånare per kvadratkilometer. Närmaste större samhälle är Manchester, 7,7 km öster om Swinton. Runt Swinton är det i huvudsak tätbebyggt.